# Cobra Verde
Cobra Verde és una pel·lícula alemanya de 1987, dirigida per Werner Herzog i protagonitzada per Klaus Kinski, la cinquena i última col·laboració entre tots dos. Està basada en la novel·la de 1980 The Viceroy of Ouidah («El Virrei d'Ouidah») de Bruce Chatwin (1980). La pel·lícula descriu la vida d'un comerciant d'esclaus fictici. La pel·lícula va ser filmada a Brasil, Colòmbia i Ghana.

## Repartiment
- Klaus Kinski - Francisco Manoel da Silva
- King Ampaw - Taparica
- José Lewgoy - Don Octavio Coutinho
- Salvatore Basile - Capità Fraternidade
- Peter Berling - Bernabé

## Sinopsi
Francisco Manoel da Silva (Klaus Kinski) és un ranxer brasiler depravat que, a contracor, va a treballar a una companyia minera d'or després que el seu ranxo s'hagi arruïnat per la sequera. Quan descobreix que està explotat financerament, assassina el seu cap i es llança a la cursa per seguir una carrera com proscrit. Es converteix en el famós Cobra Verde (Serp Verda), el bandoler més cruel del sertão, al Brasil.
En una visita a la ciutat, da Silva troba i sotmet per la força un esclau que escapa d'una tortura en públic, un acte que impressiona el ric baró del sucre Dom Octávio Coutinho (José Lewgoy). Dom Coutinho, sense saber que tracta amb el llegendari bandit, contracta Da Silva per supervisar els esclaus a la seva plantació de sucre. Quan da Silva embarassa posteriorment les tres filles de Dom, el baró del sucre s'enfada, però la situació es complica encara més quan descobreix que da Silva no és un altre que l'infame Cobra Verde.
Com a càstig, en lloc de matar-lo o processar-lo, Dom Coutinho decideix enviar Da Silva a la impossible missió de reobrir el comerç d'esclaus amb Àfrica occidental. El bandit sap que és probable que el matin a Àfrica, però accepta de totes maneres. Viatja per mar al Dahomei, Àfrica Occidental (actual Benín), on ha de negociar amb el temible Rei Bossa Ahadee del Dahomei (interpretat per La seva Senyoria la Omanhene Nana Agyefi Kwame II de Nsein, un poble al nord de la ciutat de Axim a Ghana.
Sorprenentment, da Silva reeix convèncer el rei per intercanviar esclaus per nous rifles. Es fa amb el control del castell d'Elmina i pren Taparica (Rei Ampaw), únic supervivent de l'expedició anterior, com a soci. Comencen a operar el comerç d'esclaus a través de l'Atlàntic fins al Brasil. Aviat, no obstant això, el rei voluble els ha capturat i portat davant ell. El rei acusa Da Silva de diversos delictes dels quals no té coneixement, inclòs l'enverinament del llebrer del rei, i el condemna a mort. Ell i Taparica són rescatats la nit anterior a la decapitació de Da Silva pel nebot del rei, que negocia una aliança de sang amb Da Silva, planejant destituir el rei. L'ambiciós bandit entrena un enorme exèrcit de dones natives i les dirigeix en una incursió per destronar amb èxit al rei Bossa.
Contra totes les expectatives, el comerç d'esclaus es manté amb èxit sota el nou rei, gràcies a l'enginy de Da Silva. No obstant això, Da Silva finalment perd el favor del nou rei i descobreix que, mentrestant, els portuguesos han il·legalitzat l'esclavitud i s'han apoderat dels seus béns, i els anglesos li han posat un preu al seu cap. Malgrat l'adversitat, da Silva s'alegra que finalment hagi arribat un canvi. El bandit esgotat intenta desesperadament portar una embarcació a l'aigua, però no li surt ben bé. Col·lapsa al costat de la nau mentre la marea baixa lentament. La pel·lícula acaba amb la imatge simbòlicament captivadora d'un home africà copejat per la polio caminant per la riba, i un grup de joves natives canten entre riures els crèdits.

## Anàlisi

### La representació cinematogràfica de les fraternitats masculines i femenines
Els «lleopards» és la designació que reben les fraternitats masculines, i secretes, de l'antic Dahomei, presents també al Carib avui dia (on s'anomenen «abakua»). Les fraternitats masculines són vinculades a la caça, i reben molta més importància per part del director de la pel·lícula. Com en el seu moment, els agents comercials de les grans metròpolis que feien comerç d'esclaus a Àfrica, ignoraven gairebé per complet l'existència de fraternitats femenines, i centraven els seus esforços a tractar d'introduir-se en les masculines per, així, entrar en el cercle de confiança dels reis locals i poder comerciar amb ells i omplir de la forma més àgil possible els vaixells amb esclaus. Els ritus d'iniciació eren molt lligats a la religió. Per tant, els agents comercials occidentals, d'alguna forma, assajaven iniciar-se en aquestes religions.
Les dones, en la història i en la pel·lícula, són les grans oblidades. No es contempla ni tan sols la possibilitat d'una fraternitat femenina. La picada d'ullet que fa la pel·lícula a aquestes fraternitats femenines són el cor de noies que canten, al final de la pel·lícula, i que, d'alguna manera, passen desapercebudes com a fraternitat. L'associació femenina és sistemàticament oblidada.
La contrapart femenina dels anomenats «lleopards» són les «sirenes», denominades d'aquesta manera perquè eren fraternitats vinculades en gran manera a tasques vinculades amb l'aigua. Solien ser actives de nit, la qual cosa ajuda al fet que passessin desapercebudes i fossin oblidades per la història. Es comença a descobrir llur existència amb l'arribada al continent africà de les primeres antropòlogues.

### Funcionament del comerç d'esclaus

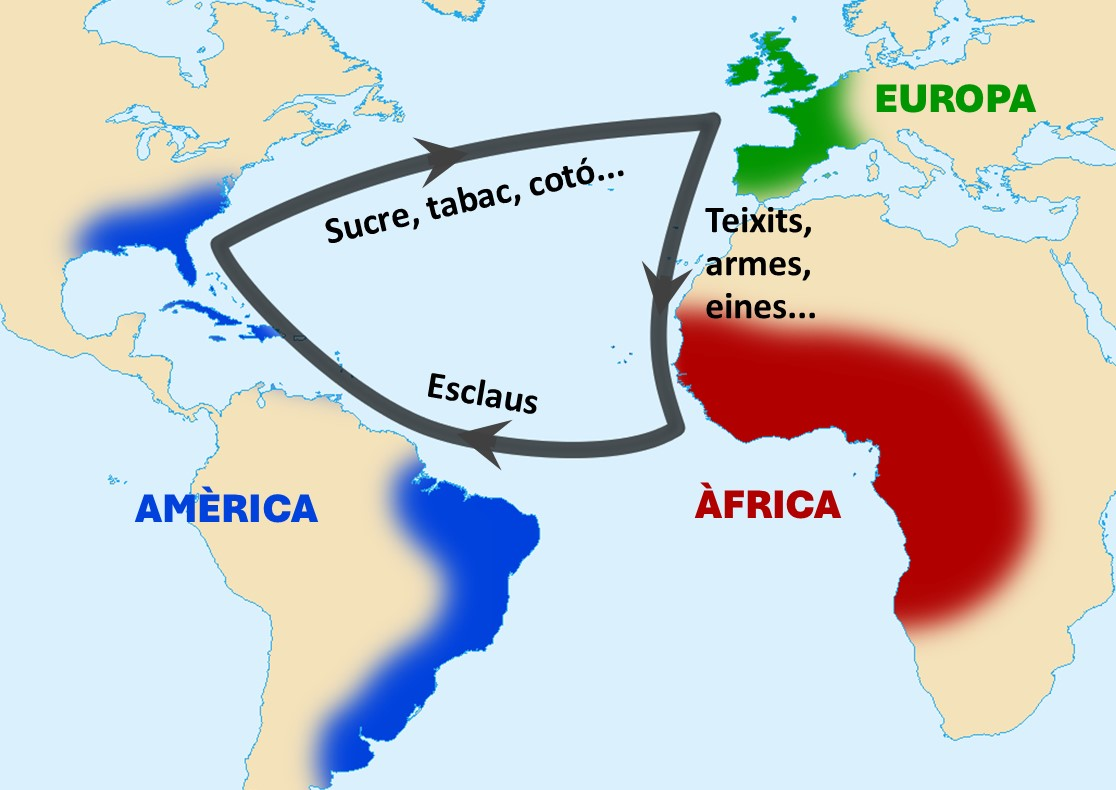
Comerç triangular

Primer, s'obtenien esclaus de l'interior d'Àfrica, proporcionats pels pobles africans costaners. Com a contrapartida d'aquesta col·laboració dels reis dels països costaners, se'ls portaven productes de les metròpolis.
Quan no queden més esclaus a l'interior del continent, els reis africans, dependents de productes com a teles, gossos, manufactura europea, etc., es veuen obligats a vendre com a esclaus també la seva pròpia població. L'inconvenient d'aquesta política per als locals és que després hi manquen soldats, i només queden les dones, quan gairebé toda la població masculina ha estat venuda com esclaus.
Així doncs, els reis africans dels països costaners que van col·laborar amb els agents comercials de les metròpolis van ser, juntament amb els seus pobles, finalment, víctimes d'un procés que ells mateixos van ajudar a potenciar.
El comerç d'esclaus era triangular i majoritàriament per via marítima: els vaixells sortien carregats d'esclaus d'Àfrica cap a la part oriental d'Amèrica del Sud, el Carib i la Península de Florida. Allà treballaven a les plantacions o a la ciutat. Els vaixells tornaven amb sucre cap a Europa. I des d'Europa, els vaixells salpaven cap a Àfrica per a repetir el mateix triangle.
Com mai abans en la història, les metròpolis occidentals troben en el cos negre tant un producte com un productor.
Cal destacar que, a la fi del segle xix, Europa es trobava en un període de monarquies sortints i l'adopció de sistemes polítics parlamentaris basats en els partits polítics. Per mantenir el negoci colonial, les empreses colonials van tractar d'introduir representants en els partits polítics, alguna cosa que, d'una forma o una altra, amb major o menor èxit, van aconseguir, i de la qual cosa tenim reminiscències encara avui dia (Banc Hispanocolonial, BBVA).

### Estereotips sobre la dona negra
Els estereotips identificables en la pel·lícula sobre la dona negra són les d'una dona sexualizada o hipersexualizada, exòtica, dòcil, seductora i submisa. Però la pel·lícula està ambientada en un moment en què les dones negres encara no són portades als altres continents –i ja són esclavitzades–, sinó que està ambientada a l'Àfrica en els períodes en què recentment es negociava el comerç de negres. Els estereotips sobre la dona negra que la pel·lícula reflecteix i ajuda, així, a reproduir, tindrien més lògica en cas que l'esclavització ja s'hagués produït –la dona esclava se suposa dòcil i submisa–, però no necessàriament quan encara no ha estat esclavitzada. Per tant, es mostra de forma evident que és el director va triar aquesta representació de la dona negra, representació que no es correspon necessàriament amb el moment històric que pretén visualitzar i reflectir.
A més, apareix en la pel·lícula una tradició amb origen a Egipte, on els faraons, en morir, havien de ser enterrats amb les seves esposes. En la pel·lícula, una vegada es produeix la caiguda del rei, les seves pròpies esposes són les encarregades d'assassinar-lo, però també de morir al seu costat.

### Diferències de gènere entre l'home i dona negra esclaus
Amb l'arribada de la tracta negrera, desapareixen les diferències de gènere entre l'home i la dona negres esclaus, doncs no es permet cap tipus de relació lliure entre ells de cara a l'amo blanc.
En les metròpolis, esclavitzats dia rere de dia, només gaudien dels diumenges, dia d'evangelització. Els diumenges eren utilitzats per molts per fer treballs addicionals en altres finques i així obtenir uns ingressos extra. Mentre que els homes, solien gastar aquests diners extra en beure o jugar, les dones l'acumulaven per poder comprar la seva pròpia llibertat (i la dels seus fills). És per aquesta raó que les dones negres esclaves compren molt abans que els homes negres esclaus la seva pròpia llibertat. L'absència de diferències de gènere entre homes i dones esclaus comença a desdibuixar-se quan els homes negres s'alliberen i volen el mateix poder que l'home blanc, que dominava i la dona blanca i negra.

## Producció
La pel·lícula va ser filmada a Ghana, Brasil i Colòmbia. Herzog li va mostrar a Kinski fotografies dels llocs on li agradaria treballar. Kinski estava interessat en alguns paisatges a Colòmbia, però Herzog no hi estava d'acord. No obstant això, Kinski va fer el viatge amb un grup d'amics a alguns llocs remots que el fascinaven: la Serra Nevada de Santa Marta i el Cap de la Vela, en la península de la Guajira, Colòmbia. Herzog finalment es va decidir per Vila de Leyva i Valle del Cauca, al país sud-americà. Kinski va dir llavors: «Herzog no sap que li dono vida a l'escenari mort».
La pel·lícula es va basar en la novel·la de Bruce Chatwin de 1980, The Viceroy of Ouidah, que es va inspirar en el comerciant d'esclaus brasiler Francisco Félix de Sousa i el seu paper a ajudar el rei Ghezo a destronar el seu germà Adandozan com a rei del Dahomei amb l'ajuda de Ghezo.

## Tensió entre Herzog i Kinski
Cobra Verd va ser l'última pel·lícula que Werner Herzog va fer amb Klaus Kinski. El seu ara llegendari conflicte de personalitat va aconseguir el seu punt àlgid durant la pel·lícula. La producció se'n va veure especialment afectada pels arravataments de Kinski. L'elenc i l'equip es van veure contínuament assetjats per la ira de Kinski, que va culminar quan el director de fotografia original de la pel·lícula, Thomas Mauch, va abandonar el projecte després d'un torrent perpetu d'abusos verbals per part de Kinski. Herzog es va veure obligat a reemplaçar Mauch per Viktor Růžičca.
Les opinions de Herzog sobre Kinski s'exploren en profunditat en la seva retrospectiva documental de 1999, My Best Fiend, on examina la seva amistat, l'odi associat i el llegat del qual ambdues qualitats van ser responsables. El rodatge de Cobra Verd i la relació de Herzog i Kinski va ser també el tema d'una pel·lícula documental suïssa de 1987, Location Africa .